# Rift
Rift – gra komputerowa z gatunku MMORPG stworzona i wydana przez Trion Worlds 4 marca 2011 na platformę Windows.

## Fabuła
Akcja gry toczy się w świecie zwanym Telara, który jest miejscem skupiającym różne płaszczyzny. Każda z nich reprezentuje jeden z żywiołów: powietrza, ognia, wody, ziemi, życia i śmierci. Wszystkie płaszczyzny są dowodzone przez smocze bóstwo.